# Mount Abrams
Mount Abrams ist ein 1400 m hoher Berg, der 4 km östlich des Mount Brice in den Behrendt Mountains im westantarktischen Ellsworthland aufragt.
Entdeckt und aus der Luft fotografiert wurde er durch Teilnehmer der Ronne Antarctic Research Expedition (1947–1948) unter der Leitung des US-amerikanischen Polarforschers Finn Ronne. Dieser benannte den Berg nach dem US-amerikanischen Flieger und Fotografen Talbert Abrams (1895–1990), der als namhafter Photogrammetrieingenieur und Instrumentenhersteller Ronnes Expedition unterstützte.